# Тибетская тангка
Тибетская тангка — денежная единица Тибета с XVI века по 1941 год.

## История
Первые тангка предположительно отчеканены в Непале в XVI веке. Непал чеканил монеты из тибетского серебра. Собственная чеканка начата в Тибете в середине XVIII века, тираж монет не был значительным.
В 1791 году при помощи Китая был открыт монетный двор, что позволило увеличить тираж монет, однако через два года двор был закрыт. В 1792 году китайцами был открыт в Лхасе ещё один двор, работавший до 1836 года. Монеты этого двора, кроме надписей на тибетском языке, имели надписи китайскими иероглифами. Год чеканки указывался годом правления цинского императора. Вскоре тибетский монетный двор был открыт вновь и работал до 1953 года.
В XVIII веке чеканились серебряные монеты: 1⁄2, 1 шоканга, 1⁄2, 1 тангка.
В XIX веке чеканились серебряные 1⁄2, 1 шоканг, тангка. Так как мелкие монеты не выпускались, использовались разрезанные монеты. Монетная система этого периода: 1 тангка = 11⁄2 шоканга.
В 1901 году начата чеканка медных монет. В 1909 году начали чеканиться номиналы, существовавшие ранее только как счётные единицы — скарунги и шранги. Монетная система этого времени: тангка = 11⁄2 шоканга = 15 скарунгов, шранг = 62⁄3 тангки. В 1918—1921 годах чеканились золотые монеты. В 1934 году было запрещено использование разрезанных монет.
В XX веке чеканились монеты:
- медные монеты — в 1⁄2, 1, 21⁄2, 5, 71⁄2 скарунгов, 1⁄8, 1⁄4, 1, 3, 5 шокангов;
- серебряные монеты: 1, 2, 5 шокангов, 1, 2 тангки, 1, 11⁄2, 3, 10 шрангов;
- золотые: 20 шрангов[4].

В 1902—1942 годах чеканились также серебряные и золотые монеты в рупиях (1 рупия = 3 тангки): 1⁄4, 1⁄2, 1 рупия.
В 1930 году чеканка монет в тангка была приостановлена. Последний раз тангка отчеканены в 1953 году, весь тираж предназначался для подарков монахам.
В 1912—1941 годах выпускались банкноты в 5, 10, 15, 25 и 50 тангк.
В 1941 году новой денежной единицей стал шранг. Ранее чеканившиеся монеты из обращения не изымались и находились в обращении до 1959 года, когда в Тибете введён в обращение китайский юань.